# Diócesis de Nitra
La diócesis de Banská Nitra (en latín: Dioecesis Nitrien(sis) y en eslovaco: Nitrianska diecéza) es una circunscripción eclesiástica latina de la Iglesia católica en Eslovaquia, sufragánea de la arquidiócesis de Bratislava. La diócesis tiene al obispo Viliam Judák como su ordinario desde el 9 de junio de 2005.

## Territorio y organización

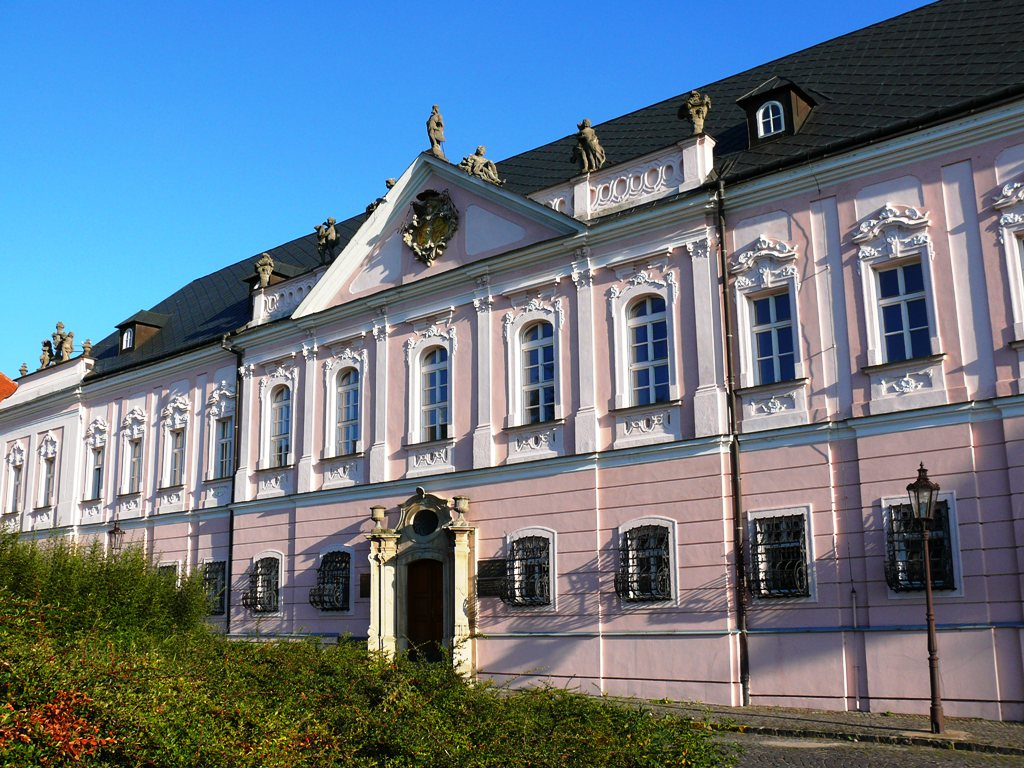
Seminario mayor de Nitra

La diócesis tiene 5932 km² y extiende su jurisdicción sobre los fieles católicos de rito latino residentes en la región de Nitra, a excepción de los distritos de Komárno, Šaľa y de la parte oriental del distrito de Levice. Comprende además el distrito de Bánovce nad Bebravou y parte del distrito de Trenčín con la ciudad cabecera en la región de Trenčín. 
La sede de la diócesis se encuentra en la ciudad de Nitra, en donde se halla la Catedral basílica de San Emerano. El Museo Diocesano alojado en el Castillo de Nitra alberga el Códice de Nitra, un evangeliario latino que data de 1083, el manuscrito más antiguo conservado en Eslovaquia, procedente de la abadía de Hronský Beňadik, la única basílica menor de la diócesis, además de la catedral.
En 2019 en la diócesis existían 197 parroquias.

## Historia

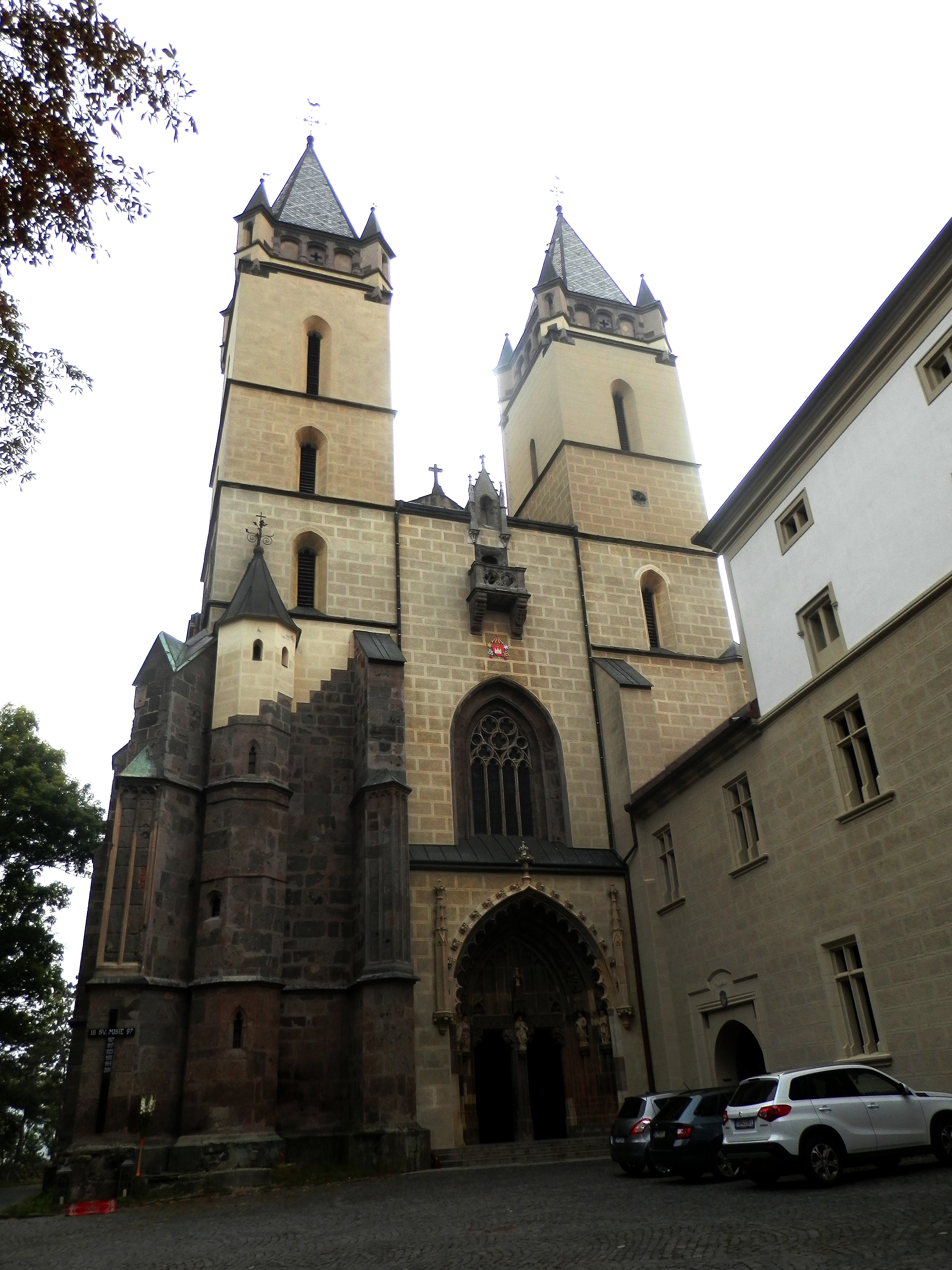
Basílica menor de San Benito en la abadía de Hronský Beňadik

La diócesis fue erigida en junio de 880 por el papa Juan VIII con la bula Industriae tuae.
Originalmente esta sede formaba parte de un proyecto misionero de la Santa Sede extendido a toda Panonia, en donde había varios estados eslavos, entre ellos la Gran Moravia de Svatopluk y Rastislav I y el principado de Balaton de Kocel. Metodio había sido designado como jefe de esta misión, con el título de arzobispo Pannonien(sis) y arzobispo Maraben(sis). La misión de Metodio se dirigió sobre todo a los eslavos, tanto que, tras traducir la Biblia y los libros litúrgicos, obtuvo el privilegio de celebrar la liturgia en su lengua (antiguo eslavo eclesiástico).
De alguna manera, sin embargo, el proyecto de Metodio superpuso las misiones preexistentes de los obispos francos de Baviera: Salzburgo, Passau, Frisinga y Ratisbona, que habían emprendido una importante actividad de evangelización con el pleno apoyo de las autoridades carolingias del reino franco oriental. Un episodio importante fue el bautismo masivo de los moravos por Reginardo obispo de Passau en 831, al que siguió la construcción de iglesias.
La fricción entre los misioneros se intensificó hasta el punto de que Metodio fue detenido en Reichenau por el obispo Ermanrico de Passau y liberado solo después de la intervención del papa Adriano II.
La arquidiócesis de Metodio no tenía una sede permanente, pero, en un contexto políticamente fluido, pretendía establecer sedes residenciales. Nitra fue la única sede realmente erigida y también la única referencia territorial segura de la actividad de Metodio. Todo el proyecto fue puesto en crisis por la invasión de los magiares entre finales del siglo IX y principios del X, lo que también contribuyó a invertir la tendencia de la política misionera romana, implementada por el papa Esteban V, que negaba la experiencia de Metodio y la liturgia eslava. Durante aproximadamente un siglo, hasta la conversión de los magiares bajo el reinado de Esteban I de Hungría (1001), se perdió todo rastro de la actividad de la sede de Nitra.
El 2 de septiembre de 1937, como consecuencia de la bula Ad ecclesiastici del papa Pío XI, pasó a ser una diócesis inmediatamente sujeta a la Santa Sede, dejando de formar parte de la metrópolis de Estrigonia.
El 30 de diciembre de 1977, cuando se creó la metrópolis eslovaca de la arquidócesis de Trnava, Nitra se convirtió en su sufragánea.
Con la reorganización de las circunscripciones eclesiásticas del oeste de Eslovaquia el 14 de febrero de 2008, la diócesis de Nitra experimentó un cambio territorial radical, cediendo la región de Žilina al norte para la erección de la diócesis de Žilina e incorporando una parte de la territorio que pertenecía a la arquidiócesis de Bratislava-Trnava. Al mismo tiempo se convirtió en sufragánea de la arquidiócesis de Bratislava.

## Estadísticas
De acuerdo al Anuario Pontificio 2020 la diócesis tenía a fines de 2019 un total de 568 624 fieles bautizados.
| Año                                                                             | Población            | Población | Población      | Sacerdotes | Sacerdotes    | Sacerdotes    | Bautizados por sacerdote | Diáconos permanentes | Religiosos | Religiosos | Parroquias |
| Año                                                                             | Bautizados católicos | Total     | % de católicos | Total      | Clero secular | Clero regular | Bautizados por sacerdote | Diáconos permanentes | Varones    | Mujeres    | Parroquias |
| ------------------------------------------------------------------------------- | -------------------- | --------- | -------------- | ---------- | ------------- | ------------- | ------------------------ | -------------------- | ---------- | ---------- | ---------- |
| 1949                                                                            | 465 323              | 506 959   | 91.8           | 349        | 278           | 71            | 1333                     |                      | 190        | 650        | 150        |
| 1969                                                                            | 628 775              | 690 953   | 91.0           | 206        | 194           | 12            | 3052                     |                      | 12         |            | 150        |
| 1980                                                                            | 748 687              | 805 000   | 93.0           | 223        | 223           |               | 3357                     |                      |            |            | 163        |
| 1990                                                                            | 750 000              | 885 000   | 84.7           | 199        | 199           |               | 3768                     |                      |            |            | 150        |
| 1999                                                                            | 679 333              | 871 059   | 78.0           | 295        | 243           | 52            | 2302                     | 5                    | 92         | 557        | 160        |
| 2000                                                                            | 677 161              | 867 383   | 78.1           | 311        | 257           | 54            | 2177                     | 8                    | 129        | 522        | 161        |
| 2001                                                                            | 678 779              | 866 647   | 78.3           | 324        | 267           | 57            | 2094                     | 8                    | 161        | 559        | 162        |
| 2002                                                                            | 699 010              | 859 292   | 81.3           | 346        | 282           | 64            | 2020                     | 7                    | 167        | 496        | 163        |
| 2003                                                                            | 704 223              | 843 589   | 83.5           | 347        | 280           | 67            | 2029                     | 8                    | 154        | 511        | 163        |
| 2004                                                                            | 703 322              | 838 861   | 83.8           | 364        | 298           | 66            | 1932                     | 8                    | 157        | 495        | 167        |
| 2013                                                                            | 587 000              | 710 900   | 82.6           | 336        | 270           | 66            | 1747                     | 1                    | 102        | 212        | 196        |
| 2016                                                                            | 568 895              | 685 187   | 83.0           | 338        | 275           | 63            | 1683                     | 1                    | 79         | 200        | 197        |
| 2019                                                                            | 568 624              | 684 508   | 83.1           | 339        | 281           | 58            | 1677                     | 1                    | 75         | 184        | 197        |
| Fuente: Catholic-Hierarchy, que a su vez toma los datos del Anuario Pontificio. |                      |           |                |            |               |               |                          |                      |            |            |            |

## Episcopologio
- Wiching † (junio de 880-891)
- Anonimo † (900-906) (?)

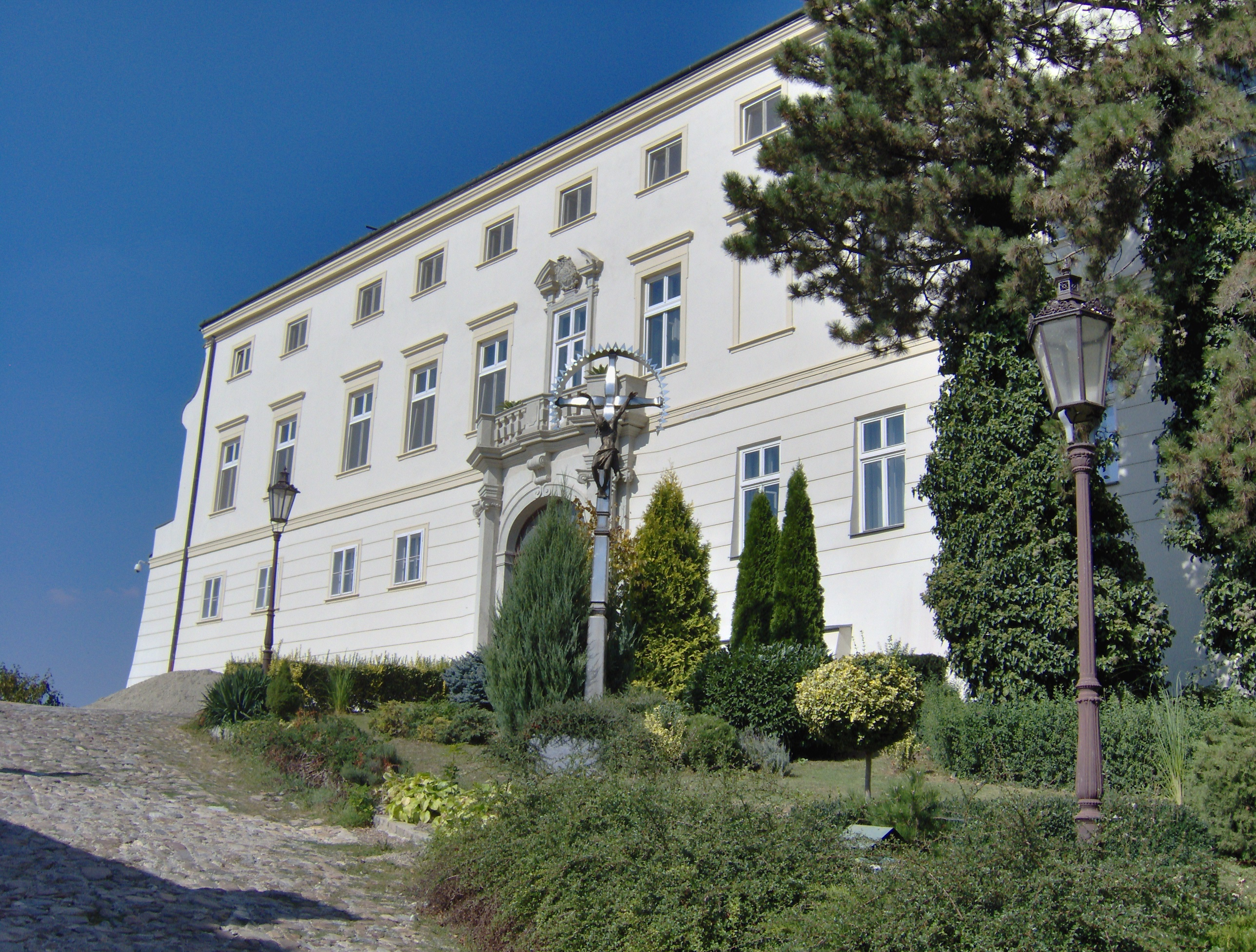
Palacio episcopal de Nitra

- Bystrík † (1005?-27 de septiembre de 1047 falleció)
- Gerváz † (1106-?)
- Mikuláš I † (mencionado en 1133)
- Pavol (Šavol) † (1137-?)
- Ján I † (1156-?)
- Tomáš I † (1165-?)
- Eduard † (1168-después de 1198 falleció)
- Ján II † (antes de 1204-después de julio de 1222)
- Vincent I ? † (1220-1222)[12]
- Jakob I † (mencionado desde 1223 al 1234)
- Adam I † (1241-1241 falleció)
  - Bartolomäus † (1242-1243) (obispo electo)
- Adam II † (mencionado desde 1244 al 1252)
- Mikuláš II † (mencionado en 1253)
- Vincent II † (mencionado desde 1255 al 1269)
- Philipp I † (mencionado en 1272)
- Peter I † (mencionado en 1280)
- Pascház † (mencionado desde 1289 al 1297)
- Ján III † (mencionado desde 1302 al 1328)
- Meško Piastovec † (1328-26 de abril de 1334 nombrado obispo de Veszprém)
- Vitus de Castroferreo, O.F.M. † (11 de mayo de 1334-circa 1347 falleció)
- Miklós Keszei † (23 de mayo de 1347-11 de enero de 1350 nombrado obispo de Zagreb)
- Štefan I de Insula, O.E.S.A. † (11 de enero de 1350-10 de febrero de 1367 nombrado arzobispo de Kalocsa)
- Ladislav I de Demjen † (26 de febrero de 1367-27 de octubre de 1372 nombrado obispo de Veszprém)
- Dominik de Novoloco, O.E.S.A. † (27 de octubre de 1372-?)
  - Demeter I † (1387-25 de octubre de 1387 nombrado obispo de Veszprém) (obispo electo)
- Gregor I † (24 de octubre de 1388-?)
- Michal II † (10 de marzo de 1393-?)
- Peter II † (16 de junio de 1399-?)
- Hinco † (antes de 1404-1427 falleció)
- Juraj † (1 de junio de 1429-1437 falleció)
- Dénes Szécsi † (21 de abril de 1438-5 de junio de 1439 nombrado obispo de Eger)
- Ladislav II † (1440-1447 renunció)
- Mikuláš IV † (15 de enero de 1449-?)
- Albert Hangáč † (1458-16 de junio de 1458 nombrado obispo de Veszprém)
- Eliáš † (1460-1463 falleció)
- Tomáš Debrenthey † (13 de enero de 1463-1480)
- Gregor II, O.F.M. † (1 de octubre de 1484-1492 falleció)
- Anton † (2 de enero de 1493-1500 falleció)
- Mikuláš de Bačka † (5 de junio de 1501-21 de junio de 1503 nombrado obispo de Transilvania)
- Zsigmond Thurzó † (4 de agosto de 1503-15 de noviembre de 1504 nombrado obispo de Transilvania)
- Štefan Podmanický † (19 de diciembre de 1505-1530)
- Ján Thurzó †
- František Thurzó † (4 de julio de 1550-1557 depuesto)
- Pavol Abstemius-Bornemissa † (17 de julio de 1560-1579 falleció)
- Zakariás Mossóczy † (7 de octubre de 1583-10 de abril de 1586 falleció)
- István Fejérkővy † (19 de diciembre de 1588-7 de junio de 1596 nombrado arzobispo de Estrigonia)
- Ferenc Forgách † (2 de agosto de 1599[13] -5 de noviembre de 1607 nombrado arzobispo de Estrigonia)
- Štefan Szuhay † (1607-9 de junio de 1608 falleció)
- Valentín Lépeš † (16 de septiembre de 1609-1619 nombrado arzobispo de Kalocsa)
  - Ján Telegdy † (marzo de 1619-de septiembre de 1644 falleció) (no confirmado)
  - Štefan Bošnák † (1644-23 de septiembre de 1644 falleció) (no confirmado)
  - János Püsky † (13 de septiembre de 1644-1648) (no confirmado)
- Juraj Pohronec-Slepčiansky † (11 de marzo de 1652-22 de agosto de 1667 nombrado arzobispo de Estrigonia)
- Leopold Karl von Kollonitsch † (30 de abril de 1668-19 de mayo de 1670 nombrado obispo de Wiener Neustadt)
- Tomáš Pálffi † (14 de diciembre de 1671-6 de mayo de 1679 falleció)
- Ján Gubasóczy † (13 de mayo de 1680-10 de abril de 1686 falleció)
- Peter Korompaj † (24 de noviembre de 1687-12 de mayo de 1690 falleció)
  - Jakub Haško † (6 de junio de 1690-1691 renunció) (no confirmado)
- Blažej Jáklin † (26 de noviembre de 1691-19 de octubre de 1695 falleció)
- Ladislav Maťašovský † (18 de junio de 1696-10 de mayo de 1705 falleció)
- Ladislav Adam Erdödi † (21 de febrero de 1706-10 de mayo de 1736 falleció)
- Johann Ernst Harrach † (30 de septiembre de 1737-16 de diciembre de 1739 falleció)
- Imrich Esterházi † (29 de mayo de 1741-29 de noviembre de 1763 falleció)
- Ján Gustíni-Zubrohlavský † (29 de noviembre de 1763 por sucesión-31 de enero de 1777 falleció)
  - Sede vacante (1777-1780)
- Anton de Révaj † (18 de septiembre de 1780-26 de diciembre de 1783 falleció)
  - Sede vacante (1783-1788)
- František Xaver Fuchs † (10 de marzo de 1788-20 de agosto de 1804 nombrado obispo de Eger)
  - Sede vacante (1804-1808)
- Jozef Kluch † (11 de julio de 1808-31 de diciembre de 1826 falleció)
- József Vurum † (17 de septiembre de 1827-2 de mayo de 1838 falleció)
- Imrich Palugyay † (18 de febrero de 1839-27 de julio de 1858 falleció)
- Ágoston Roskoványi † (15 de abril de 1859-24 de febrero de 1892 falleció)
- Imrich Bende † (19 de enero de 1893-26 de marzo de 1911 falleció)
- Vilmos Batthyány † (18 de marzo de 1911 por sucesión-16 de diciembre de 1920 renunció[14])
- Karel Kmetko † (16 de diciembre de 1920-22 de diciembre de 1948 falleció)
  - Sede vacante (1948-1973)
  - Eduard Nécsey † (1949-19 de junio de 1968 falleció) (administrador apostólico)
- Ján Pásztor † (19 de febrero de 1973-8 de noviembre de 1988 falleció)
- Ján Chryzostom Korec, S.I. † (6 de febrero de 1990-9 de junio de 2005 retirado)
- Viliam Judák, desde el 9 de junio de 2005